# Diathrausta profundalis
Diathrausta profundalis is een vlinder uit de familie van de grasmotten (Crambidae), uit de onderfamilie van de Spilomelinae. De wetenschappelijke naam van deze soort is voor het eerst voorgesteld door Julius Lederer in een publicatie uit 1863.

## Verspreiding
De soort komt voor in India (Meghalaya), Nepal, Bhutan, Hong-Kong, Indonesië (Ambon, Sumbawa), Papoea-Nieuw-Guinea en Japan.

## Ondersoorten
- Diathrausta profundalis profundalis Lederer, 1863
- Diathrausta profundalis conicalis Warren, 1896
- Diathrausta profundalis obliterata Warren, 1896